# Guido Pescosolido
Guido Pescosolido (Casalvieri, 26 maggio 1947) è uno storico italiano.

## Biografia

### Ruoli accademici
Allievo di Rosario Romeo, Renzo De Felice e Ruggero Moscati, si è laureato in Lettere Moderne nel 1972 presso l'Università di Roma "La Sapienza", dove è stato assistente ordinario di Storia Moderna dal 1978 al 1980. Nel 1974 era stato borsista della Fondazione Luigi Einaudi di Torino. Professore ordinario di Storia Moderna dal 1980 al 2017 nelle Università di Messina (1980-1988), Napoli "Federico II" (1988-1991), RomaTre (1991-1994), Roma “La Sapienza" - Facoltà di Lettere e Filosofia (1994-2017), in quest'ultima per un triennio ha insegnato anche Storia del Risorgimento ed è stato Preside dal 2001 al 2009. Nel gennaio-ottobre 2009 è stato Presidente dell'Ateneo federato delle Scienze Umanistiche Giuridiche ed Economiche della Sapienza e dal luglio 2013 al febbraio 2016 direttore del Dipartimento di Storia Culture Religioni. Nel 1978-2001 e nel 2004-2006 ha insegnato come professore a contratto Storia Moderna e Storia Economica Contemporanea nella Facoltà di Scienze Politiche della Libera università internazionale degli studi sociali Guido Carli (Luiss) di Roma. È attualmente professore emerito di Storia moderna dell'università di Roma "La Sapienza".

### Attività di ricerca
I suoi studi hanno per oggetto tematiche di storia economica, politica e sociale d'Italia dal XVII al XXI secolo: la nascita del colonialismo italiano nella percezione dell'opinione pubblica nazionale, l'evoluzione del ruolo economico e sociale della nobiltà romana in età moderna, la storia della formazione e del consolidamento dello Stato liberale italiano nella seconda metà dell'Ottocento, le origini del capitalismo industriale nell'Italia unita (con particolare attenzione al dibattito storiografico sulle tesi di Gramsci, Sereni, Romeo, Gerschenkron), la storia dell'industria italiana dal 1946 al 1977, la questione meridionale dall'Ottocento ai nostri giorni.
Ha partecipato a numerosi convegni, seminari e iniziative culturali in Italia e all'estero (Spagna, Francia, Austria). Dal 1988 al 1992 è stato membro del Comitato direttivo del programma di ricerca promosso dalla European Science Foundation su “The Origins of The Modern State in Europe, 13th-18th Centuries”. Ha fatto poi parte del comitato scientifico della Enciclopedia delle Scienze Sociali e dell'enciclopedia Eredità del Novecento e ha diretto con Giuseppe Bedeschi il dizionario Treccani Storia: opere edite dall'Istituto della Enciclopedia Italiana. Ha diretto dal 1994 al gennaio 2017 i programmi culturali dell'Associazione Nazionale per gli Interessi del Mezzogiorno d'Italia (ANIMI), del cui Consiglio Direttivo ha fatto parte dal 1995 al 2020. Dal 1996 al 2011 è stato membro e poi presidente della giuria per il conferimento del Premio Acqui Storia. È stato membro del Consiglio scientifico dell'Istituto per la Storia del Risorgimento Italiano. Ha collaborato ai quotidiani "Gazzetta del Sud", “Il Foglio”, "Il Mattino". Collabora al blog “lanostrastoria.corriere.it”.
In atto è membro del comitato scientifico delle riviste "Clio", "Mediterranea-ricerche storiche", “Archivio Storico per la Calabria e la Lucania”, “Dimensioni e Problemi della Ricerca Storica”.
È socio ordinario dell'Associazione Nazionale per gli Interessi del Mezzogiorno d'Italia (ANIMI) e socio corrispondente dell'Istituto di Studi Romani e dell'Accademia dei Pericolanti di Messina.

## Onorificenze

### Riconoscimenti
- 1990 - Premio Nazionale Rhegium Julii, per il volume Rosario-Romeo, Laterza.[3]
- 2015 - Premio Sele d'oro – Mezzogiorno, per il volume Unità nazionale e sviluppo economico in Italia 1750-1913, Edizioni Nuova Cultura.
- 2022 - Premio FiuggiStoria per il volume Rosario Romeo. Uno storico liberaldemocratico nell'Italia repubblicana, Laterza.

## Opere

### Principali pubblicazioni
- Rosario Romeo. Uno storico liberaldemocratico nell'Italia repubblicana, Laterza, Roma-Bari 2021.
- La questione meridionale in breve. Centocinquant'anni di storia,  Donzelli, Roma 2017.
- Nazione, sviluppo economico e questione meridionale in Italia, Rubbettino, Soveria Mannelli 2017.
- Unità nazionale e sviluppo economico in Italia 1750-1913, Edizioni Nuova Cultura, Roma 2014.
- Animi cento anni, in Cento anni di attività dell'Associazione Nazionale per gli Interessi del Mezzogiorno d'Italia e la questione meridionale oggi, a cura di Guido Pescosolido, Rubbettino, Soveria Mannelli 2011, pp. 21-120.
- Agricoltura e industria nell'Italia unita, Laterza, Roma-Bari 20044 (1ª edizione Le Monnier, Firenze 1983).
- Unità nazionale e sviluppo economico 1750-1913, Laterza, Roma-Bari 1998, 2007.
- Rosario Romeo, Laterza, Roma-Bari 1990.
- Terra e nobiltà. I Borghese – secoli XVIII e XIX, Jouvence, Roma 1979.
- Stato e società 1870-1898, volume I della Storia dell'Italia contemporanea diretta da Renzo De Felice, Edizioni Scientifiche Italiane, Napoli 1976.

### Curatele
- R. Romeo, Richelieu. Alle origini dell'Europa moderna, Donzelli, Roma 2018.
- R. Romeo, L'Italia alla prova. Risorgimento e Prima Guerra Mondiale,  Gaspari editore, Udine 2017.
- Cento anni di attività dell'Associazione Nazionale per gli Interessi del Mezzogiorno d'Italia e la questione meridionale oggi, a cura di Guido Pescosolido, Rubbettino, Soveria Mannelli, 2011.